# Brillia brevicornis
Brillia brevicornis är en tvåvingeart som beskrevs av Wang, Zheng och Ji 1994. Brillia brevicornis ingår i släktet Brillia och familjen fjädermyggor.
Artens utbredningsområde är Sichuan (Kina). Inga underarter finns listade i Catalogue of Life.